# Tumanskij R-11
Tumanskij R-11 byl letecký motor vyvinutý v polovině 50. let 20. století v konstrukční kanceláři Sergeje K. Tumanského. Byl vyráběn ve vysokých počtech pro pohon stíhacích letounů MiG-21. Později byl ve výrobě nahrazen z něj vycházejícími konstrukcemi Tumanskij R-13 a Tumanskij R-25.

## Technický popis motoru Tumanskij R-11F-300
Šlo o turbokompresorový motor dvourotorové koncepce, vybavený regulovatelným přídavným spalováním. Axiální kompresor má oddělenou nízkotlakou a vysokotlakou část, nízkotlaký kompresor pohání nízkotlaká turbína, vysokotlaký kompresor pohání vysokotlaká turbína (jsou uloženy na společném hřídeli, stejně jako koaxiálně uložený hřídel nízkotlaké části).
Motor byl vybaven regulačním systémem, zajišťujícím ovládání výkonu motoru jedinou pákou od volnoběžného režimu až po režim plného přídavného spalování. Spouštění motoru bylo samočinné (tj. bez zásahu pilota až po ustálení otáček motoru na volnoběhu), po stisknutí spouštěcího tlačítka.

## Varianty
- R-11V-300
- R-11F-300 (R-37F)
- R-11AF-300
- R-11F2-300
- R-11AF2-300
- R-11F2S-300

## R-11F-300 (R-37F)
- Typ: dvourotorový jednoproudový proudový motor, vybavený komorou plynule regulovatelného přídavného spalování
- Délka: 4600 mm
- Průměr: 906 mm
- Kompresor: axiální, třístupňový nízkotlaký a třístupňový vysokotlaký
- Spalovací komora: prstencová
- Turbína: axiální, jednostupňová vysokotlaká a jednostupňová nízkotlaká
- Palivo: letecký petrolej (kerosin)
- Maximální tah: 3900 kp (38,25 kN)
- Tah s přídavným spalováním: plynule regulovatelný v rozsahu 5000-5750 kp (49,03-56,39 kN)
- Hmotnost suchého motoru: 1182,2 kg